# Institut Català de Finances
L'Institut Català de Finances (ICF), fundat el 1985, és una entitat financera pública. L'accionista únic de l'Entitat és la Generalitat de Catalunya. L'objectiu principal de l'ICF és impulsar el creixement de l'economia catalana, facilitant l'accés al finançament al teixit empresarial, com a complement del sector financer privat. L'ICF finança projectes empresarials mitjançant préstecs, avals i la inversió en capital de risc, entre d'altres. Per dur a terme la seva activitat, l'ICF es finança als mercats nacionals i internacionals.
L’ICF és una entitat pública sotmesa al dret privat. Això significa que l'entitat té personalitat jurídica pròpia i sotmet la seva activitat a la seva pròpia llei, a l'estatut de l'empresa pública catalana i a la resta de l’ordenament jurídic. L’ICF està regulat pel Decret legislatiu 4/2002, de 24 de desembre, pel qual s'aprova el text refós de la Llei de l’Institut Català de Finances, de 14 de gener de 1985, modificat posteriorment en diverses ocasions, la més rellevant mitjançant el Decret llei 2/2015, de 28 de juliol, i posteriorment pel Decret llei 4/2015, de 29 de desembre, i per la Llei 5/2017, de 28 de març, de mesures fiscals, administratives, financeres i del sector públic.
La governança interna, l'estructura, els procediments i l’operativa de l'entitat segueixen els criteris fixats per la normativa bancària europea (Directiva 2013/36/EU, Reglament 575/2013 i Basilea III, principalment) i estatal (Llei 10/2014, de 26 de juny, d’ordenació, supervisió i solvència d’entitats de crèdit, i Reial decret 84/2015, pel qual es desenvolupa la Llei 10/2014).
Els òrgans de govern de l’ICF són la Junta de Govern i el conseller delegat o consellera delegada. Durant l'any 2022 es van concedir 663 milions d’euros, dels quals 152 milions d'euros son préstecs enfocats a la transició energètica i 38 milions d’euros a l'habitatge de protecció oficial. Pel que fa a l'activitat de capital risc, l'ICF és inversor en 57 fons de capital risc mentre que 23 empreses tenen el grup directament com a accionista. El finançament atorgat pel Grup ICF al 2022 va contribuir al manteniment i/o creació de més de 23.700 llocs de treball. En línia amb l’activitat d'altres anys, el 90% dels préstecs atorgats es van destinar al col·lectiu de pimes.
L'abril de 2024 va obtenir l’acreditació de la Comissió Europea per gestionar directament fons del pressupost de la UE.
Des d'octubre de 2024 el president de la Junta de Govern és Juli Fernández.

## Model de negoci
El principal objectiu de l'entitat és impulsar i facilitar l'accés al finançament al teixit empresarial a Catalunya, principalment pimes, actuant com a complement del sector financer privat. L'ICF finança projectes empresarials mitjançant préstecs, avals i la inversió en capital de risc, entre d'altres.
- Préstecs per a empreses: préstecs per a finançar projectes d'inversió i/o circulant d’autònoms, pimes, empreses i entitats.
- Avals: concessió de garanties davant les entitats financeres per facilitar l'accés al crèdit a les empreses.
- Capital de risc: inversió en fons de capital risc a través de fons de gestores independents i inversió directa en empreses i startups amb l’objectiu de fomentar la creació, la innovació i el creixement de les empreses.

## Societats del Grup ICF
L'ICF, a nivell de Grup, inclou dues societats filials: IFEM (Instruments Financers per a Empreses Innovadores) i ICF Capital.
- A través d’IFEM es financen, juntament amb inversors privats i mitjançant préstecs participatius, empreses en fases inicials o en les primeres etapes de creixement.
- ICF Capital, Societat Gestora d'Entitats de Capital de Risc, impulsa, assessora i gestiona fons o societats de capital risc que inverteixen en capital i instruments de deure a empreses catalanes. Actualment, ICF Capital gestiona directament 3 entitats de capital risc: ICF Capital Expansió II, ICF Venture Tech II i BCN Emprèn.

A banda d'aquestes dues societats filials 100% ICF, l'entitat participa (juntament amb altres entitats financeres i sectors empresarials) en el capital d'Avalis de Catalunya, SGR. Avalis és la societat de garantia recíproca de capital mixt (publicoprivat) promoguda per la Generalitat l'any 2003 que facilita l'accés al crèdit de les pimes i autònoms mitjançant la concessió d'avals financers, tècnics i econòmics.